# 코로나19 범유행이 성소수자 사회에 미치는 영향
현재 진행 중인 코로나19 범유행은 소외된 인구가 경험하는 불평등을 부각시켰고, LGBT 공동체에 상당한 영향을 미쳤다. 게이 프라이드 행사는 전 세계적으로 취소되거나 연기되었다. 2020년에는 전 세계에서 220개 이상의 게이 프라이드 행사가 취소되거나 연기되었으며 이에 대응하여 글로벌 프라이드 행사가 온라인으로 개최되었다. LGBTQ+ 사람들은 또한 천식, HIV/AIDS, 암, 비만과 같이 코로나19에 감염되면 생존 가능성을 약화시킬 수 있는 기존의 건강 문제를 가지고 있는 경향이 있다. 또한 흡연을 할 가능성이 더 크다.
일부 국가와 지도자들은 LGBTQ+ 공동체 구성원을 포함한 소수자 공동체를 학대하거나 비난하기 위한 구실로 전염병을 이용하여 휴먼 라이츠 워치와 국제앰네스티와 같은 인권 단체로부터 비판을 받아왔다.

## 배경
유엔은 모든 국가에서 전 세계 LGBT 공동체에 불균형적으로 영향을 미칠 수 있는 전염병 퇴치를 위한 대책을 설계 및 시행, 평가할 때 코로나19가 레즈비언, 게이, 양성애자, 트랜스젠더, 다양한 젠더(LGBT)에 미치는 영향을 시급히 고려할 것을 촉구하였다.
세계적인 설문 조사에 따르면 동성애자 남성의 약 30%가 범유행 기간 동안 집에서 안전하지 않다고 느꼈다. 응답자의 72%는 범유행이 시작된 이후 불안을 겪고 있다고 말하였다. 캐나다의 게이, 양성애자, 퀴어, 트랜스, 투스피릿 남성에 대한 사회적 거리두기 조치가 미치는 영향에 대한 검토는 범유행에 대응하는 통제 조치가 이들의 정신적, 사회적, 성 건강에 심각한 영향을 미칠 수 있는 잠재력을 가지고 있다고 결론지었다.

### 건강에 미치는 영향
코로나19는 전 세계 소외된 지역사회의 건강에 중대한 영향을 미쳤다. LGBTQ+ 사람들은 코로나19 감염에 대한 반응에 영향을 미칠 수 있는 의학적 상태에 불균형적으로 영향을 받는다. 질병통제예방센터(CDC)는 다음과 같이 발표하였다.
연령, 성별, 조사연도를 조정하면 자기보고서에서 성소수자가 이성애자보다 암, 신장질환, 만성폐쇄성폐질환(COPD), 심장질환(심근경색, 협심증, 관상동맥 포함), 비만, 흡연, 당뇨, 천식, 고혈압, 뇌졸중의 유병률이 더 높다. 또한 범유행에 불균형적으로 영향을 받는 소수 인종/민족 그룹의 구성원인 성소수자 성인은 이성애자인 소수 인종/민족 성인보다 이러한 건강 상태 중 몇 가지의 유병률이 더 높다.
LGBTQ+ 사람들은 건강 보험에 가입할 가능성이 적다. 이들 중 많은 이가 의료 서비스를 받을 때 차별, 편견, 거절 당함을 보고하였다. 의료 분야의 차별이나 낙인, 재정적 장벽은 LGBTQ+ 개인이 치료 받는 것을 피하는 원인으로 작용한다. 전 세계적으로 코로나19 지연으로 인하여 성소수자에 대한 젠더 확인 수술과 젠더 확인 진료가 추가로 지연되었으며, 이는 정신 건강 결과 저하와 관련이 있다.
코로나 이전에도 정신 건강과 복지의 격차가 LGBTQ 커뮤니티에서 만연했지만 이후에는 훨씬 더 심화되었다. 코로나19와 대학 폐쇄로 고통 받는 주요 인구에는 LGBTQ 공동체 인구가 포함된다. 코로나 기간 동안 LGBTQ 대학생들은 주거 불안, 재정 문제, 그리고 가장 중요한 학생 건강 보험 부족에 직면한다. 대학에서 제공하는 학생 서비스의 지원 없이 젠더와 성소수자 학생들은 호르몬 대체 요법 및 정신 건강 서비스와 같은 건강 관리 요구를 위한 서비스를 받는 데 어려움을 겪는다.
LGBTQ+ 사람들은 일반 인구에 비해 면역 저하와 장애가 있을 가능성이 더 크다. 코로나19의 영향을 다룰 때 소외된 인구와 건강 상태의 연관성을 이해하는 것이 중요하다. 질병통제예방센터는 입원 환자의 90%가 코로나19에 감염되기 전에 적어도 하나 이상의 기저 질환을 가지고 있었던 사람들이라고 보고하였다. LGBTQ+ 사람들은 기존의 건강 문제가 있을 가능성이 더 높기 때문에 코로나19에 감염되면 생존 가능성이 악화된다. LGBTQ+ 사람들은 우울증과 약물 남용 비율이 높다. 사회적 거리두기는 이러한 상황을 악화시킬 수 있다. 경계적으로 더 취약한 경향이 있는 두 인구통계상에 중첩되는 구성원(예: LGBTQ+이면서 이민자이거나 소수 인종)은 건강 취약성이 두드러진다. LGBTQ+ 노인은 고립과 그에 따른 다른 건강 문제에 직면할 가능성이 더 높다.
국가 보건 기구는 LGBTQ+ 공동체의 일부 구성원이 질병의 영향에 "특히 취약"할 수 있다고 경고하였다. 위험이 증가하는 이유에는 암, HIV, 흡연율의 증가와 의료 차별이 포함된다. LGBTQ+ 사람들은 일반 인구보다 50% 더 높은 비율로 흡연한다. LGBTQ+ 청소년은 노숙자 비율이 높아 사회적 거리두기가 더 어려운 노숙자 보호소와 같은 공간에서 감염될 가능성이 더 높다.
100여개 이상의 성소수자 권리 단체가 미국 공중 보건 당국에 이 문제를 해결하도록 청원하는 공개 서한에 서명하였다. 서명 단체에는 GLAAD, 휴먼 라이츠 캠페인, 람다 리갈 등이 있다. 이 서신은 GLMA: 성소수자 평등을 증진하는 의료 전문가(GLMA: Health Professionals Advancing LGBTQ Equality), 전미 퀴어 아시아 태평양 섬 주민 연합(National Queer Asian Pacific Islander Alliance), 뉴욕 트랜스젠더 지지 단체(New York Transgender Advocacy Group), GLBT 노인을 위한 서비스와 지지(Services & Advocacy for GLBT Elders, SAGE), 휘트먼워커의 지원을 받아 LGBT 미국 암 네트워크(LGBT National Cancer Network)에서 조직하였다.
성과 생식 건강 문제
LGBTQ 개인은 스트레스가 가중되면 더 심각한 코로나 증상과 더 높은 사망률이라는 더 큰 위협에 직면하게 된다. 의료 체계의 혼란으로 인하여 많은 성별 확인 서비스와 의료 서비스가 중단되었다. 이것은 의료 제공자와 의사 소통하고 어떤 종류의 약이라도 얻는 데 어려움을 겪을 HIV 감염자에게 추가적인 위험 요소가 된다. 또한 트랜스젠더는 수술을 연기하거나 호르몬 요법을 중단할 가능성에 직면해 있다.
남성과 성관계를 갖는 남성과 트랜스 여성은 HIV에 취약한 주요 인구 집단이다. HIV 관련 서비스의 중단은 여행 금지, 교통 수단 부족, 그리고 그러한 서비스에 대한 추가적인 접근을 이행하기 위한 법률 및 정책의 부재에 기인한다. 범유행 이전에도 호르몬 및 성별 확인 치료에 접근하기 어려웠지만 이후에는 트랜스젠더 개인이 더 연기하게 되거나 이용할 수 없게 되었다. 성노동자로서의 트랜스젠더는 성과 생식 건강 권리를 획득하는 데 있어 점점 더 많은 도전에 직면해 있다. 트랜스젠더와 관련된 차별과 낙인 때문에 그들은 의료적 도움을 받기를 주저한다.

### 사회적 지지에 미치는 영향
많은 사람들이 친구와 가족과의 사회화 기간이 적기 때문에 봉쇄 기간 동안 사회적 고립의 영향을 느꼈다. 봉쇄는 다양한 방식으로 사회적 지지 네트워크를 제한하였다. LGBTQ+ 사람들은 종종 소셜 네트워크에서 자신이 안전함을 느끼며 지지를 받는 선택한 가족에게 사회적 지지를 받고 있음을 확인한다. 봉쇄는 LGBTQ+ 사람들의 소셜 네트워크를 제한하였다. 전반적으로, 젠더 및 성소수자는 이성애자 및 시스젠더에 비하여 범유행 기간 동안 더 낮은 사회적 지지 인식을 경험하였다.
LGBTQ+ 청소년 코로나19 기간 동안 LGBTQ+ 사람들, 특히 집이 없고 안전하지 않은 가정 환경에 있는 사람들이 이용할 수 있는 사회적 지원과 자원의 감소에 대한 우려도 있다. 일부 학생들은 자신을 지지하지 않는 가족과 함께 지내야 하였고, 대학을 떠나 지지하지 않는 가정으로 일찍 보내져 우울증과 불안감이 가중되었다. 코로나19로 인하여 LGBTQ+ 청소년이 희생되는 가정 폭력이 증가하였다. 범유행 기간 동안 많은 LGBTQ+ 사람들, 특히 청소년들이 공동체와 긍정, 지지를 위하여 소셜 미디어로 눈을 돌렸다. LGBTQ+ 청소년이 채팅할 수 있는 온라인 텍스트 기반 플랫폼은 가족에 대한 부담에 두려움을 느끼지 않게 해주어 청소년의 안전감을 높이는 데 도움이 되었다. 또한 온라인 텍스트 기반 플랫폼은 청소년들에게 코로나19 감염 및 확산에 대한 두려움 없이 안전하게 연결될 수 있는 공간을 제공하였다.
사회적 고립은 동료, 가족, 친구로부터의 사회적 지지를 제한하였다. 지지하는 가족과의 연결 고리가 없는 사람들은 소속감 뿐만 아니라 정신 건강 및 복지 문제에 불균형적으로 가장 큰 영향을 받는다. 이러한 전례 없는 시기는 가족 관계와 LGBTQ 개인이 가지고 있는 이미 존재하는 사회적 지원 시스템에 큰 타격을 줄 수 있다. 가족에게 커밍아웃하는 것이 안전하지 않다고 느끼는 청소년의 경우 정신적, 육체적 건강에 추가적인 부담을 받는다.
LGBTQ+ 노인 연령 차별적 태도는 코로나19 기간 동안 특히 만연하였다. 고령자와 면역이 저하된 사람은 코로나19로 인한 심각한 질병에 더 취약하다. 코로나19 기간 동안 노년층에 대한 기존의 많은 장벽과 불평등이 악화되었다. 일부 노인 트랜스젠더는 트랜스 혐오 차별과 연령 차별을 모두 경험하여 사회적 지지가 부족함을 느꼈다고 밝혔다. 일부 노인의 경우 퀴어 공동체의 활동과 상호 작용에 대한 접근을 제한하는 코로나19로 인하여 LGBTQ+ 공동체와의 연결이 심각하게 단절되었다고 느꼈다. 이성애자 및 시스젠더 노인에 비해 LGBTQ+ 노인은 혼자 생활할 가능성이 더 높아 사회적 고립을 더 많이 경험한다. 또한 노인의 약 4분의 1은 위급할 때 연락할 사람이 없다고 느낀다. 따라서 일부 노인은 코로나19 기간 동안 지원 및 서비스 접근성이 떨어질 수 있다. 또한, 나이가 많은 LGBTQ+ 성인은 생물학적 가족과 멀어질 가능성이 더 높고 나이가 들어감에 따라 선택한 가족의 지원에 더 많이 의존한다. 코로나19 기간 동안 일부 LGBTQ+ 노인들은 생물학적 가족의 지원보다 선택한 가족의 도움에 더 의존하였다.
범유행 기간 동안 수많은 어려움에도 불구하고 LGBTQ+ 공동체는 회복력을 보여주었고 개인의 힘과 공동체의 보살핌, 수용을 통하여 적응하는 방법을 찾았다.
많은 LGBTQ+ 데이팅 웹사이트가 코로나 바이러스 감염을 예방하는 방법을 공유하였다.
샌프란시스코의 작가 카일 캐시 추(Kyle Casey Chu)는 Xtra! 8월 기사에서 범유행, 특히 사람들이 공공장소에서 교제할 때 마스크를 착용해야 한다는 요구가 전통적인 동성애자의 성적 행위에 영향을 미친 방식을 기록하였다.

### 경제 및 고용 영향
코로나19는 특히 소외된 인구에게 일자리 감소와 재정적 불안정을 초래하였다. 범유행 이전에 트랜스젠더와 논바이너리 사람들은 일반적으로 시스템적 차별 때문에 저소득층이었고 불완전 고용 상태였다. 또한 LGBTQ+ 공동체의 구성원은 코로나19 전염병으로 인하여 경제적으로 부정적인 영향을 받을 가능성이 더 큰 산업에 고용되는 경향이 있다. 예를 들어, LGBTQ+ 사람들의 40%는 병원이나 음식 서비스와 같이 코로나19의 영향을 크게 받는 직종에 직접 종사하고 있다고 보고된다. 동성애자 남성에 대한 세계적 연구에 따르면 이들 중 다수가 코로나19로 인하여 실직을 경험하였으며 코로나19 관련 자금을 받는 데 문제가 있었다. 이 연구에서 남성들은 식비를 줄이고 소득이 30% 감소할 것으로 예상하였다고 보고하였다. LGBTQ+ 미국인은 비성소수자 인구에 비하여 코로나19로 인한 실직을 경험할 가능성이 약간 더 높았다. 또한 LGBTQ+ 테마의 조직, 기업, 공동체는 코로나19 자체와 그 경제적 영향 모두에 불균형적인 비율로 영향을 받았다. 스톤월 인과 같은 게이바는 지속적인 운영을 위한 기금 마련이 필요하였으며, 상당한 기금 마련 능력이 없는 일부 게이바는 영구적으로 폐업하였다.

### 다중적 스티그마
개인의 성적 지향이 방역에 무의미한 정보임에도, 성소수자 친화적인 장소에서의 코로나19 집단 감염은 비성소수자 집단에서 확진자로서의 한 개인이 아닌 성소수자라는 하나의 집단을 혐오와 비난의 대상으로 삼는 계기가 되었다. 이것은 확진자로서의 정체성과 성소수자라는 정체성의 연계가 다중적 스티그마로 발전한 것이다. 감염자로서 얻게 되는 낙인과 검사하는 과정에서 발생할 수 있는 아웃팅 효과는 성소수자의 적극적인 진단 검사 참여를 어렵게 만들었다.

## 아프리카

### 남아프리카
성적 지향이나 성 정체성을 근거로 한 차별은 남아프리카 공화국으로 망명을 신청하는 정당한 이유가 된다. 휴먼 라이츠 워치에 따르면 이러한 망명 신청 난민은 "짐바브웨, 콩고 민주 공화국, 말라위, 나이지리아"와 같은 아프리카 내 다른 국가 출신이었다. 남아프리카 공화국으로 이주한 많은 LGBT 난민들은 서비스 분야에 종사하며, 이들 중 일부는 성노동자로 일한다. PASSOP의 빅터 치카로게(Victor Chikalogwe)는 코로나19 봉쇄로 인하여 이 인구층이 생계를 유지하기 어려워졌다고 말하였다. 이 난민들은 코로나19 범유행 동안 식량 지원을 받을 자격이 없었기 때문에 특히 취약하였다.

### 우간다
2020년 3월 29일, 비영리 태양의 어린이 재단이 운영하는 우간다 캄팔라의 한 LGBT+ 보호소에서 23명이 경찰에 의해 구금되었다. 구금된 이들은 사회적 거리두기를 위반한 혐의를 받았고 4명은 건강 악화로 풀려났다. 휴먼 라이츠 워치는 이 혐의를 LGBT+ 사람들을 괴롭히기 위한 "가짜 구실"이라고 불렀다. 전하는 바에 따르면 현지 시장이 구금된 사람들 중 한 명을 지팡이로 때리는 모습이 촬영되었으며, 구금된 사람들은 카메라에 얼굴을 노출하도록 강요당한 것으로 보인다. 휴먼 라이츠 워치의 아프리카 책임자는 동성애자 청소년을 석방할 것을 촉구하였다. 유엔 자의적 구금에 관한 실무위원회와 유엔 HIV/에이즈 합동 계획은 체포를 규탄하였다. 인권 인식 및 증진 포럼은 뿐만 아니라 구금된 사람들이 수감 중에 "잔인하고 비인간적인" 고문을 당하였다고 주장하였다. 구금된 이들 중에는 동성애자 남성 13명, 양성애자 남성 2명, 트랜스 여성 4명이 포함되었으며 모두 노숙자였다. 이들은 정부 공직자들이 변호사 접견을 허락하지 않은 혐의에 대한 소송에서 각각 1,365달러(또는 500만 우간다 실링)의 손해배상금을 받았다. 동성애는 우간다에서 불법이며 우간다인 다수가 동성애를 서양에서 수입된 것으로 인식한다.

## 아시아
로이터에 따르면 가가울랄라(GagaOOLala)는 "대륙의 '게이 넷플릭스'로 불리는 아시아 최초의 LGBT+ 비디오 스트리밍 플랫폼"으로, 범유행으로 인하여 고립된 사람들에게 다가가려는 희망으로 확장하였다.

### 인도네시아
거리 음악가나 성노동자로 일하는 사람들을 비롯한 인도네시아의 LGBT 사회는 고용과 관련한 특수한 어려움에 직면하였다. 와리아 출신을 포함한 인도네시아 트랜스젠더 사회의 일부 트랜스젠더는 기금을 모아 식량을 원조하고 필요한 사람들에게 마스크를 제공하였다.

### 이스라엘
이스라엘 게이 유스는 아미 라디오와의 인터뷰에서 이스라엘에 자택 격리 명령이 내려진 가운데 이스라엘 LGBT+ 청소년들 사이에서 우울증, 가정 폭력, 자살 충동이 급증하였다고 보고하였다. 이스라엘 게이 유스의 CEO는 상담 전화 다수가 아랍인과 하레디 혈통의 십대들에게서 온 것이라고 언급하면서 "어떤 공동체도 동성애 혐오로부터 자유롭지 못하다"라고 지적하였다.

### 일본
일본에서 실시된 한 설문 조사에 따르면 일본의 LGBT는 코로나19에 감염되면 감염이 시작된 곳을 추적하는 당국으로 인하여 성적 지향이나 성 정체성이 뜻하지 않게 공개될 수도 있음을 우려하였다. 또한 이들 중 일부는 파트너가 감염되어 입원하였을 때 정보를 얻을 수 있는 지나 입원한 파트너에 대한 의사 결정에 참여할 수 있는 지에 대하여 걱정하였다.

### 대한민국
2020년 5월, 서울 이태원의 LGBT 친화적인 나이트클럽과 관련한 감염자 발생으로 인하여 사생활 침해에 대한 반발과 우려가 발생하였다. 이 사건은 대한민국에서 동성애 혐오증을 부추겼고 "동성애자 남성에 대한 수많은 악의적 보도"로 표현되는 결과를 낳았다. 한국에서 성소수자라는 주제를 둘러싼 낙인과 금기의 분위기는 잠재적으로 감염된 한국인이 코로나19 검사나 접촉자 추적 등의 자발적 협조를 꺼리게 만들어 코로나19의 추가 확산 위험을 초래하였다. 워싱턴 포스트에 따르면 "게이 클럽"과 "게이 코로나 바이러스"는 사건 이후 한국의 소셜 미디어에서 가장 많이 검색된 검색어 중 하나였다. 이 감염자 발생은 한국 소셜 미디어에서 반동성애 발언을 일으켰다. 동성애자 남성은 데이팅 앱에서 스토킹을 당하였고 잠재적 노출에 직면하였다. 한국 언론은 감염자에 대한 개인 정보를 게시하는 것을 비롯하여 동성애자에 대한 낙인을 찍는 분위기에 일조한 것으로 알려졌다. 한국의 일부 동성애자들은 실직과 공적인 아웃팅에 대한 두려움으로 상황에 대한 불안감을 표현하며 자살경향성까지도 드러냈다. 여러 성소수자 인권 단체가 구성한 "코로나19 성소수자 긴급 대책본부"는 성소수자를 표적으로 삼아 공동체를 자극적으로 묘사하는 기사에 대하여 "사회에 함께 살아가는 성소수자를 배척하고 고립시킨다"며 규탄하였다. 질병관리청은 성소수자에 대한 비난을 조장하는 언론을 겨냥하여 “특정 커뮤니티에 대한 비난은 방역에 도움이 되지 않는다”는 입장을 강조하였다. 당국은 접촉 및 방문 여부 확인을 자원하지 않은 사람들을 식별하고자 휴대전화 데이터를 샅샅이 뒤졌다. 또한 아웃팅에 대한 두려움을 해소하기 위하여 전화번호만 제시하면 되는 "익명 검사"를 도입하였다.

### 튀르키예
튀르키예의 최고 이슬람 학자이자 국가 종무국 수장 알리 에르바스는 2020년 5월 8일 라마단 연설에서 동성애가 "질병을 가져온다"는 이유로 나라에 재난을 피하지 못하게 한다고 밝히며 동성애 관계가 코로나19의 원인임을 시사하였다. 레제프 타이이프 에르도안 튀르키예 대통령은 에르바스의 말이 "완전히 옳았다"라며 그를 지지하였다.

## 유럽
이탈리아와 스페인에서는 게이 데이팅 앱 Grindr와 Scruff의 다운로드 수가 감소하였다.

### 헝가리
2020년 3월 30일, 헝가리 국회는 오르반 빅토르 총리가 무기한의 국가 비상 사태의 동안 법령으로 통치할 수 있도록 허용하는 법안을 통과시켰다. 이 법안은 범유행과 관련하여 오해의 소지가 있는 정보를 고의적으로 배포하는 행위를 범죄로 규정하여 논란을 낳았고, 이 법의 남용 가능성에 대하여 야당으로부터 광범위한 비판을 받았다.
오르반 정부는 3월 31일 옴니버스 법안을 도입하였으며, 여기에는 국가의 주민 등록부에서 성별과 젠더를 모두 기입 가능한 항목("nem") 대신 출생 성별("szuletesi nem")을 명시적으로 언급하도록 변경하고 등록부를 수정하는 기능을 폐지하여 트랜스젠더에 대한 법적 인정을 제거하는 조항이 포함되었다. 이 법안은 또한 헝가리 법에 따라 이름이 법적 성별과 일치해야 하므로 트랜스젠더가 자신의 성 정체성과 일치하도록 개명하는 것을 막을 수 있다. 옴니버스 법안은 5월 19일에 통과되었다.

### 포르투갈
포르토 대학교 심리학 및 교육과학부(FPCEUP)의 연구는 코로나19 범유행 기간 동안 부모와 함께 사는 LGBT+ 청소년의 "심리적 건강 및 사회적 지원 네트워크 평가"를 목표로 하여 632명의 젊은 LGBT+ 사람들을 대상으로 한 설문조사를 하였고, 응답자 대부분은 격리 기간 동안 가족과 함께 지내는 것에 불편함을 느꼈다. 설문에 응한 사람들 중 59%는 가족이 불편하다고 말하였고 10명 중 3명은 사회적 격리 기간 동안 부모와 함께 집에서 생활하는 것이 "상당히 불편하다"고 느꼈다. 또한 청소년의 35%는 가족 내에서 자신의 정체성을 표현하지 못해 답답함을 느낀 반면, 가족이 자신의 정체성을 알고 있는 청소년의 35%는 그렇게 함으로써 “대처가 나쁘거나 매우 나쁘다”고 답하였다. 종저깅고 다문화적인 특성을 지닌 이 연구는 또한 응답자 10명 중 6명이 범유행이 자신의 삶에 "크게" 영향을 미쳤다고 생각한다고 결론 내렸다. 사회적 지원 네트워크와 관련하여, 청소년의 절반은 친구로부터 고립감을 느끼고 35%는 파트너로부터 "극도로 고립되어" 있다고 답하였다. FPCEUP는 "현재 연구에서 일부 청소년에 코로나19 범유행이 사회적 지원 네트워크에 영향을 미치지 않았으나 중요한 비율에서는 친구로부터 상당히 고립되었음을 느꼈다."라고 말하였다.

### 우크라이나
우크라이나 정교회를 이끌고 있는 우크라이나의 저명한 종교 지도자 필라레트 총대주교는 코로나19가 "인간의 죄에 대한 신의 징벌"이라고 주장하며 이를 동성결혼과 연결시켰다. 그는 해당 발언으로 인하여 우크라이나의 LGBT+ 단체 인사이트에게 고소를 당하였다. 필라레트는 이후 코로나19 양성 판정을 받아 입원하였다. 국제앰네스티 우크라이나 대변인은 필라레트의 발언이 "특정 집단에 대한 공격, 차별, 폭력 행위 수용을 증가시킬 수 있기 때문에 매우 해롭다"라고 말하였다.

### 영국

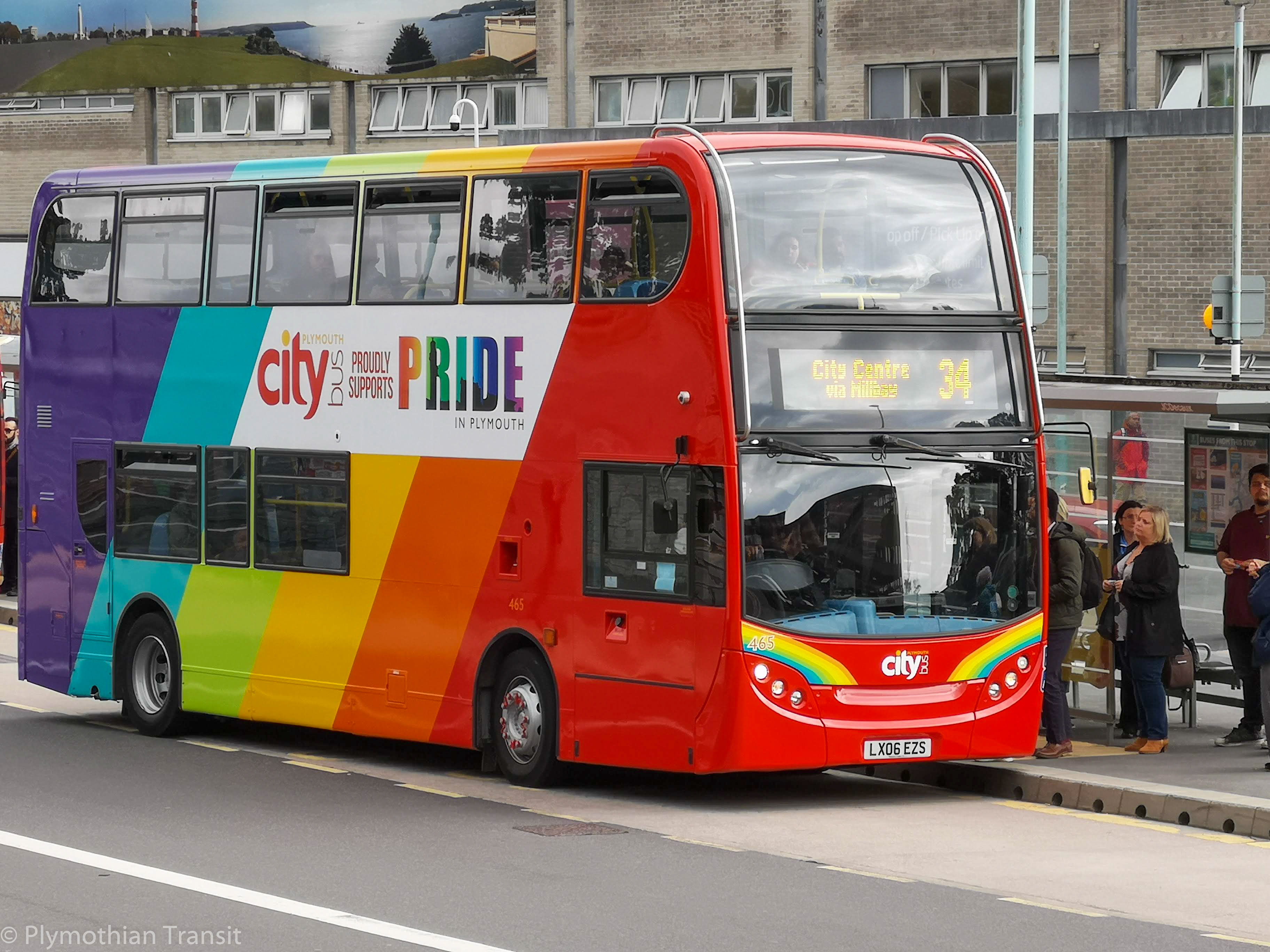
논란의 여지가 있는 리브랜딩 전의 플리머스 시티버스 "프라이드 버스"

영국에서는 성적으로 활동적인 게이와 양성애자 남성이 NHS(국민 보건 서비스)의 코로나바이러스 연구 실험을 위해 혈장을 기증하는 것이 제한되었다. 이것은 기존의 헌혈 규칙과 동일한 규칙을 따랐기 때문이다.
프라이드 인 런던, 버밍엄 프라이드, 맨체스터 프라이드, 리즈 프라이드, 브라이튼 프라이드,  뉴캐슬어폰타인에서 열리는 전국적인 UK 프라이드 행사를 비롯하여 100개 이상의 프라이드 행사가 연기되거나 취소되었다. 브리스톨 프라이드를 포함한 다른 프라이드 행사는 온라인 한정으로 열리게 되었다.
전통적인 7색 무지개는 NHS에 대한 지지를 표시하기 위하여 사용되었으며, 일부는 동일한 목적으로 LGBT 무지개기를 사용하였다. 플리머스 시티버스는 회사의 기존 "프라이드 버스"를 NHS를 기념하기 위하여 리브랜드하였고, 스트레이트워싱을 하였다는 비난을 받은 뒤 공식 사과하였다.
런던의 LGBTQ 관련 장소에서는 범유행과 관련한 재정 문제를 해결하기 위하여 긴급 자금으로 총 225,000파운드를 받았다. 기금을 받은 사람들 중에는 런던 남부에서 가장 오래 살아남은 게이 장소인 로열 복스홀 태번도 있었다.

## 북아메리카

### 캐나다
2020년 캐나다 보건 전문가와 연구원은 캐나다의 LGBTQ+ 사람들이 코로나19에 감염과 사회적 거리두기 규정에 따라 피해를 받는 것에 특히 취약하다는 점에 주목하였다. 이들은 LGBTQ+ 사람들은 격리 기간 동안 지역 사회로부터의 고립이나 수용할 수 없는 가족 구성원과의 근접성으로 인하여 면역력이 저하되거나, 정신적 외상을 겪을 가능성이 더 높다고 주장하였다.
캐나다에서 가장 크고 가장 유명한 프라이드 페스티벌인 프라이드 토론토는 다이크 행진, 트랜스 행진, 프라이드 퍼레이드 같은 프라이드 행사를 공식적으로 취소하였으며, 피에르테 몬트리올도 모든 대면 행사를 취소하였다.
2020년에 여러 프라이드 페스티벌이 온라인 "디지털 프라이드" 페스티벌을 진행할 계획이라고 발표하였다. 여기에 해당하는 축제는 프라이드 토론토, 밴쿠버 프라이드, 캘거리 프라이드, 서드베리 프라이드, 오타와의 캐피털 프라이드 등이 있다. 프라이드 토론토의 계획에는 6월 28일 코미디언 브랜든 애시모하메드가 주최한 "온라인 프라이드 퍼레이드"가 포함되어 있었다. 여기에는 등록된 참가자가 CFTO-DT와 CP24에서 온라인 스트리밍과 라이브 스페셜로 방송할 프라이드 관련 메시지를 전달하는 영상 행사가 진행되었다.
캐나다 드래그 레이스 첫 번째 시즌에서 열두 명의 퀸이 모두 사전 녹화한 비디오 공연을 특징으로 하는 온라인 드래그 볼이 6월에 프라이드 토론토, 8월에 피에르테 몬트리올에서 제작되었다. 캐나다의 드래그 퀸은 또한 캐나다 드래그 레이스 참가자가 출연하는 드라이브인 투어에서 라이브 스트리밍하는 캐나다 전국 드래그 레이스와 인스타그램, 페이스북 라이브, 트위치 등의 소셜 네트워킹 플랫폼에서 하는 라이브 스트리밍 공연과 같은 드라이브인 드래그 쇼를 만들고 순회하며 범유행에 대처하였다.
밴쿠버 프라이드는 비트코인을 통해 기부를 요청하는 사기 범죄 포스터를 도시의 웨스트엔드 주변에 게시한 사기꾼의 표적이 되었다.
글래드 데이 서점은 범유행 기간 동안 생계가 달린 대부분의 장소가 봉쇄된 LGBTQ 예술가와 공연자를 지원하기 위한 다양한 계획을 발표하였으며, 대출 보조금을 제공하기 위해 긴급 생존 기금을 크라우드 펀딩으로 모금하고 줌, GD TV 등의 온라인 채널을 통하여 LGBTQ 예술가, 작가, 음악가, 댄서, 드래그 퀸을 위한 낭독 및 공연을 실시간 스트리밍하였다. 토론토 퀴어 영화제는 새로운 단편 작품을 제작하는 LGBTQ 영화 제작자에게 보조금을 제공하기 위하여 퀴어 비상 기금을 시작하였으며, 인사이드 아웃 영화와 비디오 페스티벌(Inside Out Film and Video Festival)은 범유행 관련 봉쇄에 영향을 받는 프로젝트에 최대 2,500달러의 제작 보조금을 제공하는 프로그램을 발표하였다.
LGBTQ 사업체 다수의 취약성은 2020년 5월 초 토론토의 처치앤웰즐리 마을의 인기 있는 바인 페가수스가 건물주의 캐나다 긴급 상업 임대 지원 프로그램 참여 거부로 인하여 폐업할 위기에 처했다고 발표하면서 주목을 받았다. 연방 정부 프로그램은 봉쇄 기간 동안 임대료를 보조하여 소규모 비즈니스를 봉쇄로부터 보호하도록 설계되었지만 건물주의 동의도 필요로 하기 때문에 여전히 사업체를 취약하게 만들었다. 519 커뮤니티 센터는 연방과 지방 정부가 소기업 보호를 개선하기 위한 조치를 취하지 않으면 처치앤웰즐리 마을 전체가 사라질 위험에 처한다는 공개 서한을 보냈다. 6월 초, 건물주가 마침내 프로그램에 참여하기로 합의하였다고 알려졌다.
인근 주민들은 또한 바바라홀 공원에 텐트를 치는 노숙자들의 즉석 야영과 부분적으로 관련이 있는 범죄와 폭력의 상당한 증가에 주목하였다.
앨버타주 캘거리에 있는 게이바 트위스티드 엘리먼트(Twisted Element)도 마찬가지로 영업을 지속할 수 있도록 사업 모델을 나이트클럽에서 펍 스타일의 레스토랑으로 전환하려고 시도하면서 관료적인 번거로움을 겪었다.
토론토의 몇몇 주민들은 줌 기반 온라인 클럽 나이트인 클럽 쿼런틴을 시작하여 인기를 끌며 빠르게 국제적인 팔로워를 끌어모았고 매일 밤 다른 DJ를 출연시켰다. 토론토의 바들은 나중에 길거리 수준에서 임시 야외 파티오를 만들 수 있는 도시의 새로운 CaféTO 프로그램에 참여하였다.
2020년 6월 싱어송라이터 사피아 놀란은 6월 24일로 생중계가 예정된 LGBTQ 포함 생장 밥티스트의 날 생중계 생잔을 발표하였다. 이벤트는 캐나다 드래그 레이스의 첫 번째 시즌에도 출연한 몬트리올의 드래그 퀸 키아라가 주최하였으며 공연 라인업에는 코미디언 트렌나 윈투어와 칼 하디, 배우 겸 작가 개브리엘 트렘블레이, 작곡가이자 프로듀서인 애니 사마(Apigeon), 래퍼 Backxwash, 가수 제러미 더처, 드래그 퀸 마탄테 앨릭스와 지젤 럴러바이가 포함되었다. 6월 24일 CBC 젬과 버디즈 인 배드 타임즈는 엘비라 커트가 주최하고 비벌리 글렌코플랜드, 테이야 카사하라, 요브스카, 이반 코요테, 레스 펨스 파탈스, 게이 지저스, 크리스 더크센, 루나 두보이스, 펄 하버, 타위아 매카시, 스튜어트 레저, 앨릭시스 오하라, 트레이 앤서니, 라이언 G. 힌즈가 공연을 선보이는 온라인 이벤트 퀴어 프라이드 인사이드에서 협력하였다.
토론토의 연례 LGBTQ 코미디 축제 〈위아 퍼니 댓 웨이〉의 가상 에디션 또한 CBC 젬에서 스트리밍으로 제작하였다. 출연자에는 매기 카셀라, 케이티 리그, 캐롤린 테일러, 개빈 크로포드, 리아 딜라리아, 콜린 모크리, 킨리 모크리, 뎁 맥그레스가 포함되었으며 이들은 모두 제9회 캐나다 스크린 어워드에서 버라이어티, 스케치 코미디 프로그램, 시리즈 부문 최우수 연기상 후보에 올랐다. 이 특별 방송은 최우수 공연 예술 프로그램 상을 수상하였다.
토론토의 처치 스트리트에서 열리는 연례 할로윈 거리 파티는 2020년과 2021년 모두 취소되었다. 그러나 2021년에는 드래그 쇼, 글래드 데이의 드래그 브런치, 스톰 크로 매너 펍의 할로윈 파티 등 소규모 행사가 개최되었다.
2021년 5월 CBC 라디오 원의 더 닥 프로젝트의 특집 라디오 다큐멘터리는 현재 많은 사람들이 드래그 경력을 완전히 포기했다고 믿고 있는 캐나다의 드래그 아이콘 미셸 뒤바리에 대한 범유행의 영향에 중점을 두었다.
프라이드 토론토가 2021년에 재차 취소되면서 두 번째 "가상 프라이드"는 캐나다 드래그 레이스 시즌 1 우승자인 프리얀카가 주최하였으며 알리 X, 이스크베, 게리 빌스 등의 출연자가 함께 하였다. 공식적인 프라이드 축하 행사가 없었음에도 다이크 행진, 노 프라이드 인 폴리싱 집회 등의 일부 소규모 프라이드 행사는 자체 참가자들이 임시적으로 조직하여 진행하였다.

### 미국
LGBTQ 관련 진료를 전문으로 하는 건강 진료소는 미국의 레즈비언, 게이, 양성애자의 약 13%가 이용한다. 트랜스젠더의 거의 40%가 지난 5년 동안 건강 관리를 위하여 LGBTQ 진료소를 이용했다고 보고되었다. 이러한 클리닉 중 많은 곳이 범유행 속에서 어려움을 겪었다. 칼렌로드 커뮤니티 헬스 센터는 그러한 진료소 중 하나였으며, 불가피하게 원격 의료로 전환하였다. 이 센터의 매출은 60%나 급감한 것으로 알려졌다.
캘리포니아주 오렌지 카운티에서 비엣 레인보우를 설립한 휴 응우옌은 LGBT+ 아시아계 미국인이 동성애혐오와 인종차별의 '이중 타격'으로 묘사된 범유행에 관한 외국인혐오와 인종 차별에 따라 증가한 차별에 직면한 것으로 보고하였다.
범유행 기간 동안 학교의 젠더섹슈얼리티 동맹 클럽이 폐쇄되면서 많은 LGBT 학생들과 지역 LGBT 공동체와의 연결이 끊어졌다. 그러나 이러한 클럽을 온라인으로 옮기면서 전 세계의 다른 지역에서 온 LGBT 학생들과의 상호 작용은 증가하였다. 연구에 따르면 GSA 클럽은 게이 학생에 대한 차별과 자살률을 줄인다.
샌프란시스코 공중 보건국은 HIV/AIDS에 걸린 트랜스젠더의 비율이 더 높다는 것을 언급한 "코로나19 중 트랜스 케어"라는 보도 자료를 발표하였다. 뉴욕의 칼렌로드 커뮤니티 헬스 센터는 사회적 거리두기를 실천하기 위하여 HIV 약물 처방 기간을 연장하고 대면 방문을 줄이는 방안을 고려하였다.
플로리다에서 열리는 마이애미의 연례 윈터 파티 페스티벌에서 일부 참석자가 코로나바이러스에 양성 반응을 보였다고 행사 주최측인 미국 LGBTQ 태스크 포스가 밝혔다. 브로워드 보안관 사무소의 부보안관이자 동성애자인 섀넌 베넷은 "플로리다에서 코로나19로 인한 첫 번째 순직자로 여겨진다."
2020년 7월 초, 파이어아일랜드의 해변 파티에는 많은 게이 남성이 참석한 것으로 알려졌는데, 이는 사회적 거리두기, 마스크 규제 위반으로 비판을 받았다.
미국 드래그 퀸은 범유행으로 인하여 클럽 쇼가 중단되는 상황에서 밀스 온 휠스와 같은 자선 단체 자원 봉사에 공연을 제공하였다.

#### LGBTQ+ 바와 레스토랑
LGBTQ+ 테마의 바, 나이트클럽, 레스토랑은 이미 코로나19 범유행 이전부터 어려움에 직면하였으며 대략 2002년 이후 감소 추세에 있었다. 1980년대 미국에는 200개가 넘는 레즈비언바가 있었고 2020년 11월 현재 15개 정도가 남아있다.
미국 전역의 다양한 배경을 가진 술집들은 코로나19 전염병 동안 특수한 어려움에 직면하였다. LGBT 바는 종종 고객에게 추가적인 감상적, 역사적 가치를 전달하며, LGBTQ+ 공동체 구축과 다른 곳에서 불균형적으로 지원을 받지 못하는 사람들을 위한 사회적 지원의 초석으로 종종 사용된다.
일부 바는 코로나19로 인한 경영난으로 인하여 영구적으로 문을 닫았다. 다른 업소는 고객에 대한 서비스 제공 방식을 구조 조정하거나 기금 마련, 보조금, 정부 대출을 통해 생존할 수 있었다. 연구에 따르면 여성이나 소수자가 운영하는 사업체는 PPP 대출을 받을 때 차별을 받을 수 있으며, 이는 많은 LGBT 테마 바와 기타 사업체에 고유하게 영향을 미칠 것으로 보인다.
역사적인 장소 스톤월 인은 폐업과 미지불 청구서로 이어지는 공중 보건 제한의 영향을 잘 받지 않는 곳 중 하나였다. 이곳에서는 바 직원을 위한 기금 마련 행사를 진행하였다. 레즈비언 바인 헨리에타 허드슨은 단골 손님들을 격려하기 위하여 줌 통화를 주최하고 바를 계속 유지하기 위하여 고펀드미를 통하여 기금을 모았다. 맨해튼과 브루클린 게이 바도 비슷한 문제에 직면하였다. 뉴욕시에 있는 세 개의 레즈비언바 중 마지막이자 브루클린 지역에 있는 마지막 레즈비언바인 진저스 바는 잠재적인 영구 폐업에 직면하였다.
뉴욕시 전역의 다양한 게이 바가 어려움을 겪었다. 할렘에 있는 두 곳을 포함한 흑인 소유의 게이 바도 범유행에 직면하여 재정적 어려움에 처하였다. 알리비 라운지는 2020년 3월 시 행정 명령의 영향을 받아 정부 지원을 신청하였으며 공동체 기금 마련 행사를 진행하여 16만 5000달러를 모금하였다. 휴먼 라이츠 캠페인이 발표한 설문 조사에 따르면, 흑인 LGBTQ+ 미국인들은 범유행으로 인하여 경제적으로 불균형한 영향을 받았다. 흑인 LGBTQ+ 바는 다른 게이 바에서 인종적 편견에 직면할 수 있는 사람들을 위한 공간을 제공한다. 헬스키친의 게이바 테라피는 범유행에 따른 경영난으로 인해 2020년 3월에 문을 닫았다.
2018년 총기난사 사건의 표적이 된 트랜스바 라스베이거스 라운지는 PPP를 통해 대출을 신청하였지만 거절 당하였다. 1990년대부터 영업을 하던 이 바는 2020년 5월에 폐업하였다. 웨스트할리우드의 게이바 최소 네 곳과 노스할리우드의 게이바 한 곳이 영구적으로 문을 닫았다. 로스앤젤레스 대도시권에 있는 두 곳의 게이 테마 라틴계 나이트클럽은 폐쇄로 인하여 정상적으로 공연할 수 없는 공연자들을 지원하기 위하여 라이브 스트리밍 쇼를 주최하였다.
퀴어바 더 스터드는 샌프란시스코의 지역 밤문화 공동체를 유지하기 위하여 자원을 조직하였다. 포틀랜드, 콜럼버스, 시애틀, 시카고 에서도 지역 밤문화 커뮤니티를 지원하기 위한 기금 마련이 시작되었다. 볼티모어 마운트버넌에 위치한 LGBTQ 나이트클럽 그랜드 센트럴은 30년 간의 운영 끝에 영구적으로 문을 닫았다. CC 슬로터스의 포틀랜드 지점은 무기한 폐업하였지만 언젠가 영업이 재개될 여지가 남아있다. 포틀랜드의 로컬 라운지는 2021년 말에 문을 닫았다.
휴스턴의 바이자 나이트클럽인 구아바 램프가 폐업하였고, 그 자리에 라틴 게이 클럽 파피스 나이트 클럽이 들어설 예정이다. 45년 된 샌프란시스코 게이바이자 나이트클럽 배드랜즈가 영구적으로 문을 닫았고 새로운 술집이 들어올 것이라 알려졌다. 텍사스 오스틴의 바 BT2는 영구적으로 폐업하였다. 뉴멕시코주 앨버커키 앨버커키 소셜 클럽은 원래 영구 폐업할 계획이었으나 적극적인 공동체 기금 마련 끝에 영업을 재개하였다.
레즈비언바 프로젝트는 미국에 남아 있는 퀴어 여성을 대상으로 하는 15개 정도의 바를 지역 사회의 중요한 랜드마크로 여기며 보존하고 기념하기 위하여 설립되었다. 리아 딜라리아와 예거마이스터가 이 프로젝트에 협력하였다. 프로젝트의 혜택을 받을 수 있는 다른 바 중에는 워싱턴주에 마지막으로 남은 레즈비언바인 시애틀의 더 와일드로즈가 있다. 애틀랜타의 한 레즈비언바인 마이 시스터즈 룸은 직원 4명이 코로나19 양성 판정을 받아 임시 폐쇄되었다. 그 이후로 업소는 다시 문을 열었고, 바를 정비하였으며, 보조금을 받았다. 휴스턴의 유일한 레즈비언바 펄 바는 휴먼 라이츠 캠페인이 후원하는 긴급 "퀴어 투 스테이" 보조금을 받아 살아남을 수 있던 업소 중 하나였다. 댈러스에 위치한 레즈비언바 수 엘렌스는 주지사 명령으로 문을 닫았지만, 상황이 좋지 않은 다른 사업체에 지원을 더 제공하기 위하여 레즈비언 바 프로젝트의 기부를 거부하였다.
플로리다주 올랜도에서는 팔러먼트 하우스로 알려진 게이 리조트가 45년 만에 문을 닫을 것이라고 알렸지만 향후 계획이 있으며 어느 시점(바 전용 업소)에서 다시 열릴 것이라고 발표하였다. 리조트 부지는 철거되고 상징적인 네온 사인은 올랜도시의 원조로 보존되었다.
시카고 전역에서 세 곳의 게이 바를 공동 소유하고 있는 마크 로버트슨은 일리노이주가 공중 보건 예방 차원에서 바와 레스토랑을 폐쇄하도록 명령한 후 2020년 3월에 25만 달러를 잃을 것으로 추정하였다. 그는 폐쇄가 그 시점에서 2개월까지 연장된다면 손실액이 35만 달러까지 치솟을 것이라고 추산하였다. LGBTQ 테마 댄스 파티는 디지털 행사를 실험적으로 행하며 적응해나갔다.
대도시 밖의 게이 바는 돈을 모아줄 손님이 상대적으로 적기 때문에 더 상황이 나빴다. 컨버세이션에 따르면 작은 도시의 바는 여러 카운티 지역의 유일한 LGBTQ+ 장소인 경우가 많다. 미주리주 세인트루이스에서 가장 오래된 게이바인 애티튜드 나이트클럽이 영구 폐업하였다. 미시간주 앤아버의 오트 바가 영구적으로 문을 닫았다. 볼티모어의 게이 나이트클럽인 나이트 시프트 2.0은 영업을 재개하지 않을 것이라고 발표하였다.

#### 스톤월이 돌아온다
"스톤월이 돌아온다! LGBTQ+ 밤문화 공동체를 위한 생중계 콘서트"(Stonewall Gives Back! A Live-Streaming Concert for the LGBTQ+ Nightlife Community), 줄여서 "스톤월이 돌아온다"(Stonewall Gives Back)는 2020년 4월 23일에 열린 모금 행사였다. 이 행사는 월드 오브 원더와 스톤월 인과 제휴한 자선 단체 스톤월 기브스 백 이니셔티브에서 주최하였으며, WOW프레젠츠 유튜브 채널에서 진행되었다. 이 행사는 4월 20일에 발표된 코로나19 범유행 결과로 인한 긴급 지원을 신청하는 "LGBTQ 밤문화 산업 전문가"에 도움이 되었다. "LGBT+ 유흥업소에서 최소 12개월 동안 일하였으며 이것이 주요 수입원이 되는 미국 거주자"가 수혜 대상자가 되었다. 미셸 비세이지와 타일러 오클리가 주최한 이 행사에는 알리 X, 쇼샤나 빈, 베티 후, 그레이슨 찬스, 크리스틴 체노웨스, 앨런 커밍, 토드릭 홀, 칼리 핸슨, 대런 헤이스, 신디 로퍼, 릴랜드, 로나 러프트, 존 캐머런 미첼, 뮤나, 아워 레이디 J, 니나 웨스트, 페퍼민트, 킴 페트라스, 맷 로저스, 트로이 시반, 파블루 비타르, 루퍼스 웨인라이트가 출연하여 공연하였다. 총괄 프로듀서로 에릭 버겐이 참여하였다.

## 오세아니아

### 호주
2020년 3월, 레인보우 온 더 플레인즈 페스티벌로 알려진 호주 게이 프라이드 행사가 범유행으로 인하여 취소되었다.

### 뉴질랜드
뉴질랜드에서는 코로나19 전염병으로 인한 혈액 부족으로 인하여 남성과 성교하는 남성의 헌혈에 대한 일부 규칙이 완화되었다.
뉴질랜드의 LGBTQ+ 지원 단체는 코로나19 봉쇄 기간 동안 고립되고 안전하지 않은 가정에 대한 우려를 표명하였다. 설문 조사에 따르면 응답자의 약 9%가 자신에게 폭력을 행사하는 가족 구성원이 있는 것으로 나타났다.

## 남아메리카
남미의 일부 국가는 트랜스포비아 폭력과 증오 범죄가 많기 때문에 성소수자에 극도로 위험한 곳으로 여겨진다. 예를 들어, 브라질은 2019년에 124명의 트랜스젠더 살해가 보고되었다. 코로나19 조치는 코로나19 감염을 통제하기 위한 성별 기반 통행 금지처럼 LGBTQ+ 사회에 새로운 위기를 가져왔고, 이는 경찰이 트랜스젠더를 학대하는 결과로 이어졌다. 또한, 신분증 상의 성별을 변경하는 데에는 상당한 장벽이 존재한다. 예를 들어 페루에서는 당사자 개인이 판사 앞에 출두하여야 하며, 신분 변경을 요청하기 위하여 성별 확인 수술을 요구 받을 수도 있다. 이러한 요구 사항이 있는 정책은 종종 논바이너리 개인을 열외시킨다. 트랜스젠더에 대한 경찰의 괴롭힘은 성별에 따른 통행 금지 코로나19 제한을 시행하는 동안 만연해 왔다. 트랜스 여성들은 통행 금지령이 정한 여성 통행의 날에 외출했다는 이유로 경찰에게 괴롭힘을 당하고 구금되었다.

## 같이 보기
- 드라이브 앤 드래그
- 글로벌 프라이드